# Мінаґава Джюнко
Джюнко Мінаґава (яп. 皆川純子, нар. 22 листопада 1975, Цучіура, префектура Ібаракі) — японська сейю, працює «Haikyo». Вона відома в озвучуванні юних хлопчиків, хоча виконувала також жіночі ролі. 2006 року посіла 20-те місце в Гран-прі часопису «Animage», у номінації на найкращу сейю 2006.

## Біографія
Працює в таких жанрах, як: мультфільм, аніме, фантастика. Усього озвучила 44 стрічки, з 2001 року по 2013 рік. Входила до складу музичного гурту сейю «Aozu» (яп. 青酢).

## Історія озвучування

### Аніме
- .hack//Legend of the Twilight[en] — Сюго Кунісакі
- Aria — Акіра Феррарі
- Black Cat — Леон Еліотт і Сілфі
- Blassreiter[en] — Малек Уілдрім Вернер
- Bokurano[en] — Дзюн Усіро
- Buso Renkin — Мадока Маруяма
- Chrono Crusade — Джошуа Крістофер
- Code Geass —  Корнелія Британська
- Duel Masters — Хакуо
- Fantastic Children  — Тома
- Fushigiboshi no Futagohime — Екліпс/Шаде
- Godannar — Синобу Саруватарі
- He is my Master — Еситака Накабаясі
- Honey and Clover — Каору Моріта (у дитинстві)
- Strawberry Marshmallow  — Сасацука
- Jinki: EXTEND — Мел Д. Ванетт
- Loveless — Аоягі Ріцка
- Mermaid Melody Pichi Pichi Pitch — Мікер
- Negima!: Magister Negi Magi — Аяка Юкіхіро
- Pandora Hearts — Оз Безаріус
- Rockman.EXE Axess — Аллегро
- Shakugan no Shana — Небухава Камсін
- Saru Get You -On Air- — Хірокі
- Shōnen Onmyouji — Гембу
- The Prince of Tennis — Рема Етідзен
- Narue no Sekai — Канака Нанадзе
- Trinity Blood — Іон Фортуна
- Tsubasa:Reservoir Chronicle — Рюо
- Vampire Knight — Лука Соен
- Uninhabited Planet Survive![en] — Синго
- Yu-Gi-Oh! 5D's[en] — Місті
- Zettai Karen Children[en] — Тім Той
- World Trigger (VOMIC)[en] — Юма Куга
- Hōseki no Kuni — Жовтий алмаз

### Відеоігри
- Dead or Alive 4 - Eliot (Dead or Alive)
- Dragon Shadow Spell - Jehuty
- Eternal Sonata - Count Waltz
- Project Zero 3: The Tormented - Rei Kurosawa, Reika Kuze
- NANA - Nana Osaki
- Sakura Wars V - Sagiitta Weinberg
- Suikoden V - Roy, Zerase, and option B of Prince voice

### Drama CD
- Сталевий алхімік — Едвард Елрік
- Beauty Pop — Кірі Кошіба
- Pandora Hearts — Оз Безаріус
- Hayate X Blade (Mikado Akira)
- Shin Megami Tensei: Devil Survivor (Harusawa Yoshino)
- Charming Junkie (Umi Kajiwara)
- Kimi to Boku (Yuki)
- Saa Koi ni Ochitamae (Sakashita Susumu (3rd son))
- Seikon no Qwaser (Alexander «Sasha» Nikolaevich Hell)
- Tasogare Otome X Amnesia (Teiichi Niiya)

### Дубляж
- Blue Crush (Еден)
- Hercules (Ергенія (Ребекка Фергюсон))
- Hey Arnold!: The Movie (Арнольд)
- Lie to Me (Др. Ріа Торрес)
- Predators (Ізабелль)